# Bulgarie au Concours Eurovision de la chanson 2022
La Bulgarie est l'un des quarante pays participants du Concours Eurovision de la chanson 2022, qui se déroule à Turin en Italie. Le pays est représenté par le groupe Intelligent Music Project et leur chanson Intention, sélectionnés en interne par le diffuseur bulgare BNT. Le pays se classe 16e avec 29 points en demi-finale, ne parvenant pas à se qualifier pour la finale. C'est la première fois depuis 2013 que le pays échoue à se qualifier.

## Sélection
Le diffuseur bulgare confirme la participation du pays à l'Eurovision 2022 le 20 octobre 2021. Le 25 novembre 2021, le diffuseur confirme que le pays sera représenté par le groupe Intelligent Music Project avec la chanson Intention, publiée le 5 décembre 2021,.

## À l'Eurovision
La Bulgarie participe à la première demi-finale, le 10 mai 2022. Y recevant 29 points, le pays se classe 16e et ne parvient pas à se qualifier en finale.